# Lijst van toeristische spoorwegen en museumlijnen in België
Hieronder staat een lijst met toeristische spoorwegen en museumlijnen in België.

## Organisaties met een eigen spoorlijn

### Normaalspoor
- Stoomcentrum Maldegem (SCM), actief op de lijn 58 - Maldegem-Eeklo met stoom- en dieseltractie. Het heeft ook een korte 600mm-spoorlijn.
- Chemins de Fer à Vapeur des 3 Vallées (Stoomtrein der drie Valleien) (CFV3V), actief op lijn 132 - Mariembourg-Treignes,
- Stoomtrein Dendermonde-Puurs (SDP), actief op de lijn 52 - Dendermonde-Puurs. Op deze lijn is ook vereniging Tubize 2069 VZW actief.
- Toerisme en Spoorpatrimonium (TSP), actief op de lijn 128 - Bocqlijn

### Meterspoor
Er zijn een aantal metersporige lijnen in België, deze zijn allen overblijfselen van de voormalige Nationale Maatschappij van Buurtspoorwegen.
- Association pour la Sauvegarde du Vicinal (ASVi) te Thuin, rijdt met elektrische-, diesel- en stoomtractie op de voormalige tramlijn Anderlues - Lobbes - Thuin en een lijn op de bedding van spoorlijn 109 tussen Thuin en Biesmes-sous-Thuin.
- Tramway Touristique de l'Aisne (TTA) rijdt met dieseltractie op de oude tramlijn Érezée - Dochamps.
- Tram van Han rijdt op de 5,4 km lange tramlijn van Han naar de Grotten van Han, met dieselmotorwagens waarvan enkele verbouwd zijn met een batterij-elektrische aandrijflijn zijn voorzien.
- Trammuseum van Schepdaal is een historische tramstelplaats. Op het terrein van de stelplaats wordt gerangeerd met elektrische-, diesel- en stoomtrams, maar het museum heeft geen langere eigen lijn.

### Smalspoor
- Chemin de Fer Sprimont (CFS) (600 mm) heeft een spoorlijn van 1 km lengte te Damré bij Sprimont, op de bedding van de voormalige tramlijn 458 (Poulseur - Trooz).
- Rail Rebecq Rognon (RRR) (600 mm), ook bekend als Petit Train du Bonheur, rijdt sinds 1977 met stoom- en diesellocomotieven op een smalspoorlijn op de bedding van voormalige spoorlijnen 115 en 123
- Dierenpark Pairi Daiza (600 mm) heeft een 4 km lange spoorlijn die door het park heen loopt en waarop met historische stoomlocomotieven wordt gereden. Verder beschikt de zoo over een bescheiden eigen spoorwegmuseum.
- Stoomcentrum Maldegem (SCM) (600 mm) heeft een smalspoorlijn van 1,2 km waar met stoom- en dieseltractie gereden wordt (in het verlengde van de normaalsporige lijn).
- Ptittrain d'Houdeng heeft een tuinspoorbaan met dubbele spoorwijdte van 5 inch (127 mm) en 7¼ inch (184 mm) en 500 m lengte te Houdeng-Goegnies.
- Le Petit Train de La Louvière (L'Association Belge de Vapeur Vive) (ABVV) heeft een tuinspoorbaan op schaal 1:8 met 7¼" (184 mm) spoorwijdte met stoom-, motor- en elektrische tractie te La Louvière.
- Petit Tram Vert de Charleroi (PTVC) heeft een draagbare tuinspoorbaan op schaal 1:8 met 7¼" (184 mm) spoorwijdte. Het heeft geen vaste locatie.
- Petit train à vapeur de Forest (PTVF) heeft een tuinspoorbaan op schaal 1:8 met dubbele spoorwijdte van 5 duim (127 mm) en 7¼ inch (184 mm) en 2200 meter spoor in Vorst (Brussel).

## Musea
- Train World is het Belgisch treinmuseum van de NMBS, gelegen in en aan het station van Schaarbeek.
- Museum voor het Stedelijk Vervoer te Brussel (Musée du Transport Urbain Bruxellois, MTUB) te Sint-Pieters-Woluwe, rijdt op het Brussels tramnet.
- Vlaams Tram- en Autobusmuseum (VlaTAM), openbaar vervoermuseum te Berchem (Antwerpen)
- Museum voor het Openbaar Vervoer van Wallonië (Musée des Transports en commun de Wallonië), openbaar vervoermuseum te Luik (België).
- TTO Noordzee, te Knokke en De Panne, rijdt met oude NMVB-trams op het tramnet van de kustram.

## Railbikes
Daarnaast zijn er nog een aantal spoortrajecten waar met draisines op het spoor kan worden gefietst:
- Railbike van de Molignée (Les draisines de la Molignée): van Warnant[1] tot Station Falaën en vandaar tot Station Denée-Maredsous, 14 km op lijn 150[2]
- Railbike van de Hoge Venen (Rail Bike des Hautes Fagnes): van Station Kalterherberg tot Station Sourbrodt, 7 km op lijn 48 (deel van de Vennbahn)[3]
- Railbike Limburg: van Munsterbilzen tot Gellik,[4] 6 km op lijn 20[5]
- Spoorfietsen Kapellen-Brasschaat: van het Fort van Kapellen tot Vliegveld Brasschaat, 5 km op militaire spoorlijn.[6]

## Ter ziele gegane organisaties
- Vennbahn, actief op de gelijknamige lijn, spoorlijn 48
- CFV3V exploiteerde ook de lijnen 154 Dinant-Givet (1990 - 2000, stopgezet om financiële redenen) en 156 Chimay-Mariembourg (1987 - 1992, stopgezet wegens slechte staat van het spoor). Op deze laatste sectie werd tijdens de toeristische exploitatie ook een museum-goederendienst uitgebaat ten behoeve van de steengroeve van Wallers.
- Spoorwegmuseum De Mijlpaal was een spoorwegmuseum in Mechelen tot 2011. De collectie is overgegaan naar Train World.
- Limburgse Stoom Vereniging (LSV), Exploitatie van het Kolenspoor na sluiting van de "TTZ" op baanvak Waterschei-As. Bestaat niet meer sinds 1998.
- Kolenspoor actief op de lijnen 21A tussen Waterschei en As en 21B tussen As en Eisden. Bestaat niet meer sinds 2014.
- Li Trimbleu op de voormalige buurtspoorlijn bij de Steenkoolmijn van Blegny, gestopt in 1991 na een dodelijk ongeval.
- Toeristische Trein Zolder, verbinding die de mijn van Zolder verbindt met de kolenhaven aan het Albertkanaal. Bestaat niet meer sinds 1989.
- Museum Stoomtrein der Twee Bruggen, in de haven van Brussel, bestaat niet meer sinds 1995.
- Train touristique Meuse-Molignée (TTMM) bediende delen van lijn 136A (Stave tot Ermeton-sur-Biert)en lijn 150 (Ermeton-sur-Biert tot  Maredsous). De vereniging werd opgericht in 1989 en sloot de deuren in 1991. Het doel was om de lijn verder op te bouwen tot een verbinding met de remise en het station van Florennes, waar de vereniging al een stoomlocomotief had voorzien (Locomotief Magda: tegenwoordig bij Museum Buurtspoorweg). Activiteiten bij TTMM eindigden na de diefstal van enkele meters spoorstaven. Hiervoor is nooit iemand schuldig verklaard. Rond dezelfde tijd begon de CFV3V ook lijn 154 tot in Dinant uit te baten. Na het sluiten van TTMM ging de draaischijf van de remise van Florennes naar station Treignes bij de CFV3V.
- Railbike van Tessenderlo: van Station Tessenderlo tot Genebos, 8 km op lijn 17[7] Exploitatie gestopt sedert 2020.